# Castros del monte Dobra
Los castros del monte Dobra, en el término municipal de San Felices de Buelna (Cantabria, España), constituyen una red de peculiares asentamientos defensivos de cronología cántabro-romana, estratégicamente situados sobre los pasos naturales entre el valle de Buelna y la costa cantábrica. 

## Los castros
La sierra del Dobra se dispone en dirección este-oeste, cortando transversalmente el curso del río Besaya. La zona alberga tres yacimientos situados en las cimas del sector occidental del Monte Tejas-Dobra:
- Pico Toro es un pequeño castro fortificado ubicado en el pico más occidental del macizo del Dobra.
- La Peña Mantilla se sitúa en la cara oeste de la cima. Buena parte del mismo está ocupado por afloraciones y agujas de lapiaz, además de varias dolinas.
- Las Lleras es un castro fortificado, situado en una pequeña elevación sobre la ladera meridional del macizo del Dobra.